# Colotti Trasmissioni
Colotti Trasmissioni – założona przez Valerio Colottiego włoska firma specjalizująca się w budowie skrzyń biegów, dyferencjałów i układów przeniesienia napędu.

## Historia
Valerio Colotti pracował w Ferrari i Maserati, gdzie projektował dyferencjały, zawieszenia, przekładnie kierownicze, układy hamulcowe i nadwozia, między innymi do modelu 250F. W 1958 roku Colotti założył firmę Tec-Mec. Dostarczała ona między innymi skrzynie biegów i dyferencjały korzystającemu z Cooperów zespołowi Rob Walker Racing Team. W 1959 roku zaprojektował model Tec-Mec F415, a także – na zlecenie Jeana Behry – samochód Behra-Porsche Special.
Na przełomie 1959 i 1960 roku Colotti rozpoczął współpracę z Alfem Francisem, szefem mechaników Rob Walker Racing Team, i przemianował Tec-Mec na Colotti-Francis. Na prośbę Wolfganga von Tripsa zaprojektował samochód Formuły Junior o nazwie TCA (Trips Colotti Automobili). Pracował także nad zawieszeniem Lotusów używanych przez Rob Walker Racing Team. Zaprojektował także samochód Walker Special, który ten zespół planował wystawić w sezonie 1961.

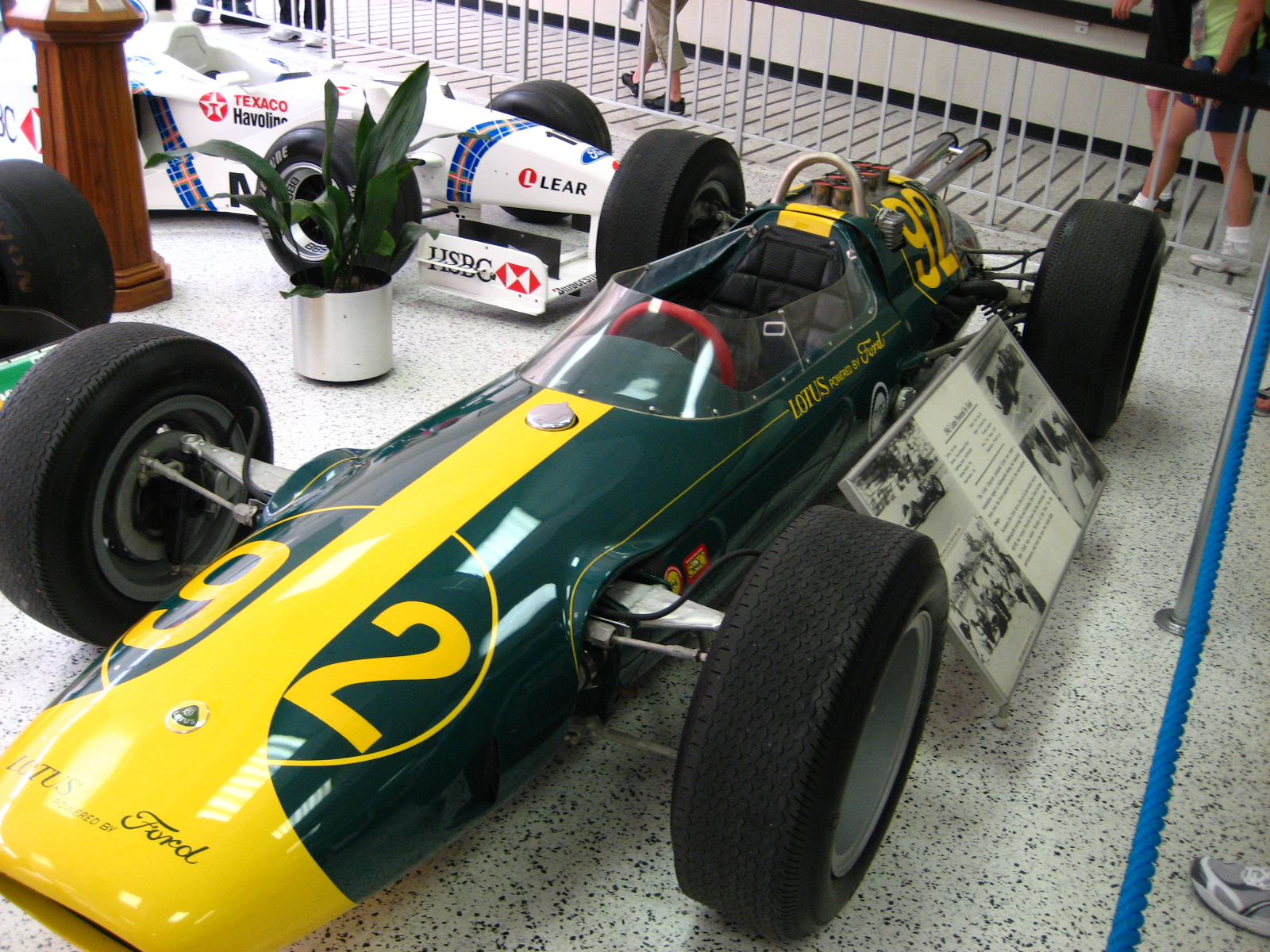
Lotus 29

Po wprowadzeniu w 1961 roku nowych przepisów Colotti zbudował nową skrzynię biegów, odpowiednią dla silnika 1,5 litra. Ta sześciobiegowa jednostka o oznaczeniu T34 ważyła 34 kilogramy. Następnie na zlecenie Colina Chapmana przygotował skrzynię T37, używaną w Lotusie 29, którym Jim Clark ścigał się w Indianapolis 500. Ta skrzynia biegów była także używana w Lolach oraz Fordzie GT40. Ze względu na skargi kierowców związane ze słabym prowadzeniem, Colotti rozwinął i opatentował dyferencjał o ograniczonym poślizgu o nazwie „Coppia-Frenata”. Samochody wykorzystujące ten dyferencjał spisywały się szczególnie dobrze na śliskim i zaśnieżonym asfalcie.

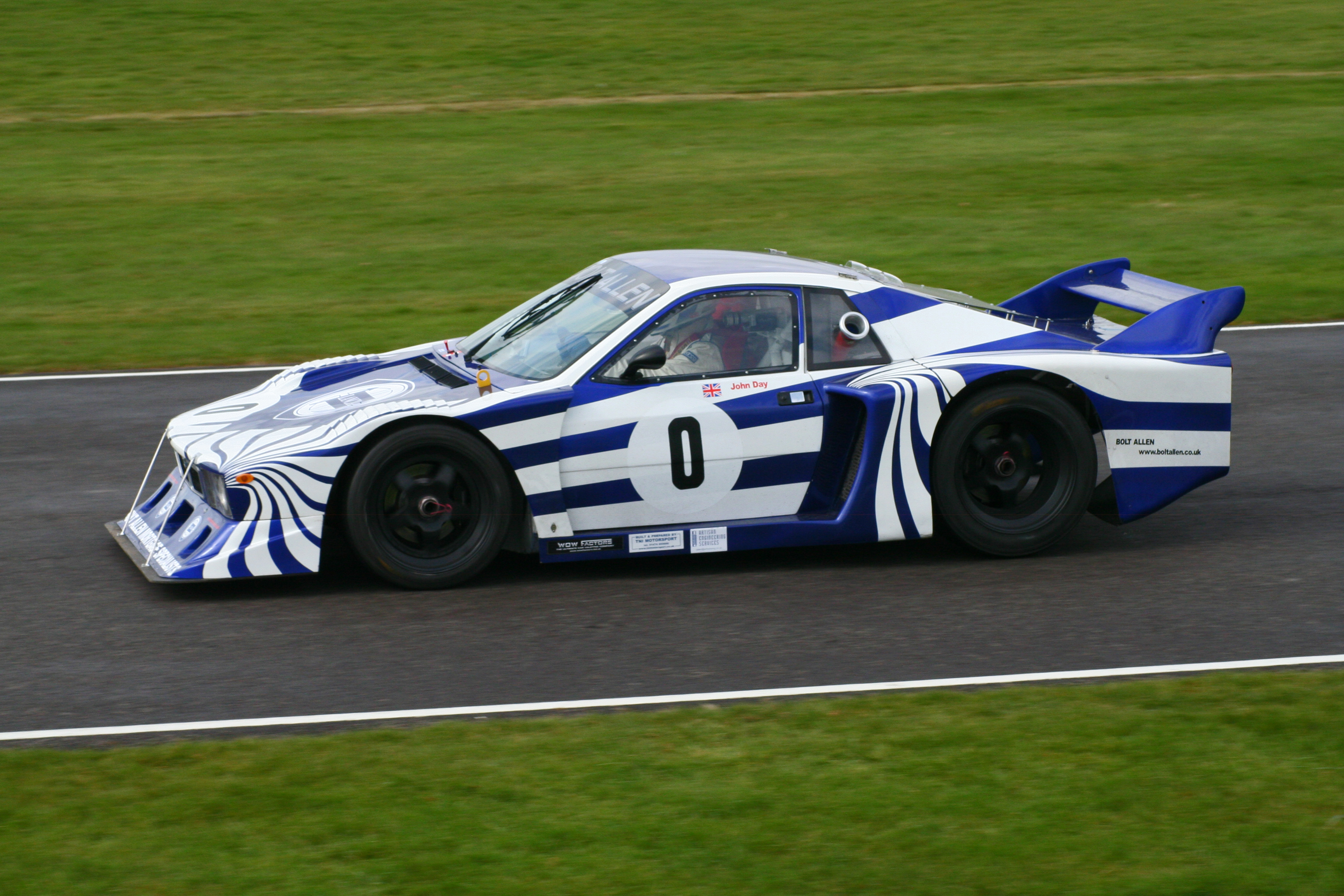
Lancia Beta Montecarlo

Pod koniec lat 70. Giampaolo Dallara zlecił Colotti Trasmissioni zaprojektowanie i zbudowanie skrzyni biegów i dyferencjału o ograniczonym poślizgu do Lancii Bety Montecarlo. Colotti zbudował nowy dyferencjał o nazwie „Duo-Block”, który zwiększał szybkość reakcji. Lancia Beta Montecarlo wygrała Mistrzostwa Świata Samochodów Sportowych w 1979 i 1980 roku.
Firma otrzymała także od Piero Ferrari zlecenie dotyczące zbudowania repliki Ferrari 125, pierwszego samochodu konstrukcji Officine Ferrari po drugiej wojnie światowej. Z kolei Lamborghini poprosiło Colottiego o zbudowanie sekwencyjnej skrzyni biegów dla łodzi sportowych. 
Valerio Colotti zmarł 19 stycznia 2008 roku. Prezesem firmy został jego syn, Marco.
Klientami Colotti Trasmissioni byli tacy producenci, jak Cooper, Vanwall, Lotus, Brabham, McLaren, Ferguson, BRM, Cushioncraft, FIAT, Alfa Romeo, ATS, De Sanctis, Serenissima, Centro Sud, Minardi i inni.